# Níkos Konstantópoulos
Níkos Konstantópoulos (en grec : Νίκος Κωνσταντόπουλος, ou Níkos Konstandópoulos) est un homme politique grec, né en 1942 dans le village de Krestena, près d'Olympie, dans le Péloponnèse. il est président du parti de gauche Synaspismós, et président par interime du Panathinaikos.

## Biographie
Durant ses études, Níkos Konstandopoulos est proche de l'Union du centre, parti de Georges Papandréou (1888-1968). Pendant la dictature des colonels (1967-1974), il rejoint les rangs de l'organisation de gauche Défense démocratique. Arrêté, torturé, il est finalement condamné à 8 ans d'emprisonnement en 1970.
Au retour à la démocratie en 1974, Konstandopoulos est libéré et milite activement pour l'abolition de la monarchie, effective après le référendum de 1975.
Brièvement membre du PASOK en 1974, il en est exclu l'année suivante à la suite d'un désaccord avec son leader d'alors Andréas Papandréou et fonde, avec Sakis Karagiorgas, son propre parti, Marche socialiste qui prend part aux législatives de 1977 au sein de l’Alliance de la Gauche et des Forces progressistes.
Membre fondateur du Synaspismós en 1989, il est élu député au Parlement grec la même année et accède au poste de Ministre de l'Intérieur du gouvernement d'union nationale de Tzannis Tzannetakis. Sa participation à un gouvernement de coalition gauche-droite ainsi que son rôle d'avocat de l'accusation dans les différents procès d’Andréas Papandréou lui valent alors de nombreux ennemis à l'intérieur de son propre parti et dans les rangs de la gauche en général.
En 1993, le Synaspismós subit un important revers aux législatives en ne parvenant pas à dépasser la barre des 3 % nécessaires pour obtenir un siège au Parlement. Nikos Konstandopoulos accède alors à la présidence du parti, à la suite de la démission de María Damanáki, qui rejoint plus tard le PASOK.
À la tête du parti, Konstandopoulos, dont la popularité s'accroit alors, parvient à inverser la tendance et le Synaspismós obtient 5,2 % aux législatives de 1996, ce qui lui permet de revenir au Parlement. 
Néanmoins, après deux échecs cuisants aux scrutins de 2004 (élections législatives puis européennes), Nikos Konstandopoulos voit les critiques pleuvoir à nouveau, au sein même de son parti et décide de ne pas briguer un nouveau mandat de président du parti. 
L'économiste Alekos Alavanos lui succède à la tête du Synaspismós en décembre 2004.

## Famille
Il est le père  de Zoé Konstantopoulou.